# Bunomys chrysocomus
Bunomys chrysocomus és una espècie de mamífer rosegador de la família dels múrids. És endèmica de Sulawesi (Indonèsia), on viu a altituds d'entre 200 i 2.200 msnm. S'alimenta de fruita, vertebrats petits i cucs. El seu hàbitat natural són els boscos de diferents tipus. Es creu que no hi ha cap amenaça significativa per a la supervivència d'aquesta espècie, tot i que està afectada per la destrucció d'hàbitat. El seu nom específic, chrysocomus, significa ‘pèl daurat’ en llatí.
The major threat is likely to be loss of habitat due to clearance of habitat for agriculture and logging